# Orest Meleschuk
Orest Meleschuk (ur. 11 kwietnia 1940 w Saint Boniface, Manitoba) – kanadyjski curler, mistrz świata 1972.

## Kariera
Uważany jest z jednego z najlepszych zawodników z Manitoby na przełomie lat 60. i 70. XX wieku, w curling uprawiał regularnie od 1963. Jego najważniejszym osiągnięciem było wygranie mistrzostw prowincji, co umożliwiło mu wystąpienie na Macdonald Brier 1972. Drużyna z Manitoby pod jego dowództwem przegrała tylko jeden mecz na dziesięć i zdobyła tytuł mistrzów kraju, a zarazem obroniła go ponieważ wcześniej dokonał tego Don Duguid.
W Round Robin Mistrzostw Świata 1972 Kanadyjczycy nie przegrali żadnego meczu i jako liderzy weszli do fazy finałowej. W półfinale Meleschuk wyeliminował 8:3 Szkotów (Alex F. Torrance). Mecz finałowy przeciwko Amerykanom (Robert LaBonte) był bardzo wyrównany, przed ostatnią partią przeciwnicy prowadzili dwoma punktami jednak Meleschuk miał hammera. Kanadyjczyk musiał wybić bardzo dobrze ustawiony kamień amerykański i pozostawić swój kamień w eight foot by doprowadzić do extra enda. Kamień pozostał na pograniczu okręgów tak, że nie było pewności czy Kanada zdobyła 2 czy tylko 1 punkt, z radości amerykański skip podskoczył jednak przy lądowaniu poślizgnął się, tak że poruszył dopiero co ustawiony kamień przeciwników. W rezultacie Kanadzie przyznano dwa punkty, w dodatkowej partii LaBonte nie zdołał wybić najlepiej ustawionego kanadyjskiego kamienia. Meleschuk zdobył tytuł mistrzowski wynikiem 10:9.
Meleschuk wziął udział w pierwszej bitwie płci, meczu pomiędzy mistrzami Kanady tego samego roku. W inauguracyjnej edycji lepsza okazała się drużyna Very Pezer.
W kolejnych latach Meleschuk brał udział w eliminacjach prowincjonalnych jednak wygrał je ponownie dopiero w 1989. W Mistrzostwach Kanady między innymi z synem w drużynie wygrał 7 meczów i uplasował się na 5. miejscu. 
Później Meleschuk zaistniał wygrywając mistrzostwa Manitoby seniorów 1996, w rywalizacji krajowej jego zespół zajął 6. pozycję, w 2002 wygrał rywalizację w konkurencji masters. Orest Meleschuk zakończył swoją karierę w 2007, łącznie wziął udział w 1 mikstowym, 30 męskich i 7 seniorskich mistrzostwach Manitoby. W 1985 zespół Oresta włączono do Manitoba Sports Hall of Fame & Museum.

## Drużyna
|           | Czwarty         | Trzeci       | Drugi         | Otwierający       |
| --------- | --------------- | ------------ | ------------- | ----------------- |
| 2001/2002 | Orest Meleschuk | John Usackis | Bob Lesko     | Richard Schroeder |
| 1995/1996 | Orest Meleschuk | Dave Romano  | John Hanesiak | Del Stitt         |
| 1988/1989 | Orest Meleschuk | John Usackis | John Hyrich   | Sean Meleschuk    |
| 1971/1972 | Orest Meleschuk | Dave Romano  | John Hanesiak | Pat Hailley       |